# Melchisedek (NHC IX.I)
Melchisedek (NHC IX.I) is een gnostisch geschrift, dat in een Koptische vertaling onderdeel was van de vondst van de Nag Hammadigeschriften in 1945. Er moet een oorspronkelijk Griekse tekst zijn geweest, maar daar is nooit iets van gevonden. Het handschrift was bij de vondst zwaar beschadigd. Minder dan de helft van de tekst kon gereconstrueerd worden. De oorspronkelijk Griekse tekst moet rond 200 geschreven zijn. Het is het eerste traktaat van de negende bij Nag Hammadi gevonden codex. 
Het is een van meerdere geschriften in zowel het jodendom als het vroege christendom voor en na de aanvang van de jaartelling die een eigen interpretatie geven van de Bijbelse figuur Melchisedek. In de gnostische literatuur komt Melchisedek ook voor in de Pistis Sophia en de Boeken van Jeu. In de Pistis Sophia wordt hij door Jezus geïdentificeerd in een openbaring aan Maria Magdalena. Hier verslaat hij 'de plaatsen van Hekate' en voert de door haar gevangen en gestrafte zielen terug naar een plaats waar zij herboren kunnen worden. In het Tweede boek van Jeu is hij een hemelse priester die verantwoordelijk is voor de organisatie van een doopritueel.
Een onderdeel van de vondst van de Dode Zee-rollen was een geschrift (11Q13) dat voor 100 v. Chr. moet zijn geschreven en waarin Melchisedek als een hemelse gestalte wordt voorgesteld. In het Tweede boek van Henoch wordt Melchisedek geboren als een reeds volgroeid kind dat al kan spreken. Hij wordt door de aartsengel Gabriël meegenomen naar het Hof van Eden waardoor hij niet met de zondvloed geconfronteerd zal worden.
Melchisedek wordt in het Oude Testament beschreven in Genesis 14: 18-20. Als Abraham terugkeert van zijn overwinning op de Kedorlaomer schenkt Melchisedek, de koning van Salem, hem brood en wijn. "Hij was een priester van God, de Allerhoogste en sprak zijn zegen over Abraham uit". In Psalmen 110:4 zegt God tegen de koning dat hij priester is naar de orde van Melchisedek. In het Nieuwe Testament speelt Melchisedek in Hebreeën 5-7 een rol als model voor Christus in de functie van hemelse hogepriester. Hij wordt daarbij aan de Zoon van God gelijkgesteld.

## Essentie van de inhoud
Het leesbare deel van de tekst is in drie delen te onderscheiden. Het handelt om twee openbaringen die Melchisedek ontvangt met daartussen een reactie van hem met veel aanprijzingen en loftuitingen die een liturgisch karakter hebben. 
De eerste openbaring is afkomstig van de hemelse gestalte Gamaliël, die ook in het Heilige boek van de grote onzichtbare Geest voorkomt. De openbaring handelt over de komst van Jezus Christus, zijn toekomstige missie, zijn kruisiging en verrijzenis. In die openbaring wordt een rol voor Melchisedek geprofeteerd in een strijd aan het eind van de tijden. Hij wordt daarbij aangesproken als degene van "wie alle stammen en volkeren U Heilige Hogepriester de hoop en de gaven van het leven hebben ontvangen". Het is de taak van  Gamaliël "de vergadering kinderen van Seth" te redden. Daarmee worden de gnostici bedoeld. Dezelfde rol heeft Gamaliël in 'Drie gestalten van de Eerste Gedachte'.
Hierna volgt het tussenstuk van de tekst met aanroepingen van de goddelijke wereld, in de gnostiek het pleroma. Melchisedek spreekt hier over zichzelf en noemt zich "de priester van God, De Allerhoogste".
De tweede openbaring ontvangt Melchisedek van een aantal andere niet benoemde hemelse gestalten, aangeduid als "de broeders die tot de geslachten van het leven behoren'. Ook hier handelt het om de kruisiging en opstanding. Door de vele lacunes in de tekst is het niet duidelijk of Christus en Melchisedek in dit deel van de tekst wel of niet met elkaar geïdentificeerd worden. Op het vakgebied verschillen de opvattingen ook hierover. Wel wordt gezegd dat de overwinning van Jezus Christus de overwinning van Melchisedek is. Aan het eind van de tekst wordt de waarschuwing gegeven deze openbaringen aan niemand te onthullen "die in het vlees is". 